# Hugo Stendahl
Hugo Paridon Stendahl, född den 5 april 1889 i Hovby församling, Skaraborgs län, död den 12 januari 1975 i Stockholm, var en svensk militär. 
Stendahl blev underlöjtnant vid Göta artilleriregemente 1909, löjtnant där 1915, kapten vid generalstaben 1920, major vid Bodens artilleriregemente 1931 och vid Göta artilleriregemente 1934. Han befordrades till överstelöjtnant 1935. Stendahl blev överste och chef för Artilleri- och ingenjörhögskolan 1938 samt chef för Stockholms luftvärnsregemente 1941. Han övergick till reserven 1949. Stendahl invaldes som ledamot av Krigsvetenskapsakademien 1939. Han blev riddare av Svärdsorden 1930, kommendör av andra klassen av Svärdsorden 1941 och kommendör av första klassen 1945. Stendahl vilar på Östra kyrkogården i Göteborg.